# Балінт Вечей
Балінт Вечей (угор. Vécsei Bálint, нар. 13 липня 1993, Мішкольц) — угорський футболіст, півзахисник клубу «Ференцварош» та національної збірної Угорщини.

## Клубна кар'єра
Народився 13 липня 1993 року в місті Мішкольц. Вихованець юнацьких команд футбольних клубів «Казінцбарцікай» та «Гонвед». 11 травня 2011 року він зіграв свій перший матч за основну команду «Гонведа» в чемпіонаті проти «Дьйора», але основним гравцем став лише у сезоні 2012/13, коли зіграв 25 матчів і забив чотири голи.
18 серпня 2015 року він був підписаний клубом італійської Серії A «Болонья», але відразу був відданий в оренду в клуб третього італійського дивізіону «Лечче», де провів наступний сезон 2015/16. Після цього 13 липня 2016 року Вечей також на правах оренди приєднався до швейцарського клубу «Лугано». За три з половиною роки відіграв за команду з Лугано 100 матчів в усіх турнірах.
Наприкінці 2019 року повернувся на батьківщину, де уклав контракт з «Ференцварошом». До завершення переможного для команди сезону 2019/20 провів дванадцять ігор в угорській першості.

## Виступи за збірні
2011 року дебютував у складі юнацької збірної Угорщини, взяв участь у 8 іграх на юнацькому рівні, відзначившись 2 забитими голами.
Протягом 2012—2014 років залучався до складу молодіжної збірної Угорщини. На молодіжному рівні зіграв у 13 офіційних матчах, забив 1 гол.
4 червня 2014 року дебютував в офіційних матчах у складі національної збірної Угорщини в товариській грі з Албанією (1:0). Через три дні 7 червня зіграв свій другий матч за збірну проти Казахстану (3:0).
| Дата     | Місто    | Господарі | Результат | Гості     | Турнір           | Голи | Примітки |
| -------- | -------- | --------- | --------- | --------- | ---------------- | ---- | -------- |
| 4-6-2014 | Будапешт | Угорщина  | 1 – 0     | Албанія   | товариський матч | -    | 55'      |
| 7-6-2014 | Будапешт | Угорщина  | 3 – 1     | Казахстан | товариський матч | -    | 79'      |
| Усього   |          | Матчів    | 2         |           | Голів            | 0    |          |

## Титули і досягнення
- Чемпіон Угорщини (4):

«Ференцварош»: 2019-20, 2020-21, 2021-22, 2022-23
- Володар Кубка Угорщини (3):

«Ференцварош»: 2021-22
«Пакш»: 2023-24, 2024-25